# Valerio Gildoni
Valerio Gildoni (Città di Castello, 2 gennaio 1969 – Nanto, 17 luglio 2009) è stato un militare italiano, Colonnello dell'Arma dei Carabinieri e Medaglia d'Oro al Valor Militare.

## Biografia
Figlio di Paola e Settimio (ex Maresciallo della Stazione dei Carabinieri di Sansepolcro), entra giovanissimo alla Scuola Militare Nunziatella di Napoli (corso 1984-1987 "Grifo"). Compagno di corso di Antonio De Crescentiis e Ferdinando Scala, viene successivamente ammesso all'Accademia di Modena con il 169º corso "Orgoglio", come Allievo Ufficiale dell'Arma dei Carabinieri.
Nel corso degli anni accumula un notevole curriculum formativo, conseguendo tra l'altro quattro lauree (giurisprudenza, scienze politiche, sociologia e psicologia).
Durante la sua carriera è Comandante di Plotone alla Scuola Sottufficiali Carabinieri di Firenze, e successivamente al comando del Nucleo Operativo Milano Duomo e delle Compagnie Carabinieri di Bressanone, Partinico e Roma Montesacro, occupandosi anche di casi di cronaca dal grosso clamore mediatico, come quello della morte di Vanessa Russo. Dopo aver svolto un periodo di servizio presso lo Stato Maggiore della Difesa, frequenta con successo il corso Issmi (Istituto Superiore Stato Maggiore Interforze) presso l'Istituto alti studi della difesa (IASD).
Nella serata di venerdì 17 luglio 2009, appena cinque giorni dopo aver ripreso servizio come comandante del Reparto Operativo del Comando Provinciale di Vicenza, interviene in località Bosco di Nanto (Vicenza) a fianco dei suoi Carabinieri per ricondurre alla ragione un ottantaquattrenne barricatosi in casa, armato di fucile e in stato di squilibrio mentale. Messosi a capo delle attività di persuasione, tenta di avvicinarsi alla porta dell'abitazione disarmato per ottenere la resa dell'anziano, il quale però, fa fuoco colpendolo alla testa e uccidendolo.
Allestita la camera ardente presso la Caserma Chinotto di Vicenza, i funerali vengono celebrati in forma strettamente privata nella chiesa di San Domenico a Città di Castello dal vicario militare Mons. Angelo Bassi insieme al fratello sacerdote di Gildoni, don Alberto. La salma viene tumulata nel cimitero di Città di Castello.
Per il comportamento tenuto di fronte ad un rischio evidente, gli viene assegnata la Medaglia d'oro al Valor Militare alla memoria con decreto presidenziale del 14 maggio 2010. Il 29 maggio 2010 viene intitolata a lui la sede di Medicina Legale dell'Ospedale San Bortolo di Vicenza. Il 26 aprile 2011, la Giunta Comunale di Città di Castello delibera di dedicare alla sua memoria una piazza del centro cittadino. Il 17 luglio 2011, secondo anniversario della sua scomparsa, si tiene la cerimonia ufficiale di intitolazione a suo nome del Loggiato ex Bufalini e della piazza antistante. Il giorno 11 maggio 2013 la Caserma dei Carabinieri di Thiene, nel vicentino, viene intitolata a suo nome con una cerimonia alla presenza del più alto esponente dell'Arma; all'entrata dell'edificio viene posta una targa in onore di Gildoni.
Il 31 marzo 2016, il Presidente della Repubblica Italiana, Sergio Mattarella ha presieduto la cerimonia di intitolazione della Caserma sede del Nucleo di Perugia del Comando Carabinieri Tutela Patrimonio Culturale alla memoria di Valerio Gildoni. Alla cerimonia hanno preso parte i familiari dell'Ufficiale scomparso insieme al Ministri dei beni e delle attività culturali e del turismo della Repubblica Italiana, onorevole Dario Franceschini e al Comandante Generale dell'Arma dei Carabinieri Tullio Del Sette con la presenza delle massime autorità regionali e provinciali.
Era sposato con la sismologa e vulcanologa Barbara Cantucci, ma non aveva figli; era inoltre cugino di secondo grado da parte di madre dell'attrice Monica Bellucci.
Il 17 luglio 2019 è ricordato il decimo anniversario della sua morte con una messa nella cattedrale di Città di Castello.